# 中华道藏
《中華道藏》，16開本48大冊， 道教經典叢書，繁體豎排，點校整理本，張繼禹主編，華夏出版社2004年1月出版。由中國道教協會、中國社會科學院道家道教研究中心、華夏出版社三家共同筹划，獲國家宗教事務局批准，國家“十五”重點圖書出版规划項目，聯合中華人民共和國全國百名專家學者，組織編修整理而成。以《正統道藏》、《萬曆續道藏》爲底本，對原《道藏》所收各種道書作校補、標點、重新分類，並補入經書百餘種，共收書1500多種，5500多卷，約6000餘萬字。 

## 外部連結
- （繁體中文）白云深处人家(中華傳統道家道教文化資料下載)